# Саївська сільська рада (Липоводолинський район)
Саї́вська сільська́ ра́да — колишній орган місцевого самоврядування в Липоводолинському районі Сумської області. Адміністративний центр — село Саї.

## Загальні відомості
- Населення ради: 1 122 особи (станом на 2001 рік)

## Населені пункти
Сільській раді підпорядковані населені пункти:
- с. Саї
- с. Антоненкове
- с. Голуби
- с. Карпці
- с. Мар'янівка
- с. Нестеренки
- с. Рудоман
- с. Товсте

## Склад ради
Рада складається з 16 депутатів та голови.
- Голова ради: Валюх Григорій Андрійович
- Секретар ради: Бойко Наталія Анатоліївна

### Керівний склад попередніх скликань
| Прізвище, ім'я, по батькові | Основні відомості                                                               | Дата обрання | Дата звільнення |
| --------------------------- | ------------------------------------------------------------------------------- | ------------ | --------------- |
| Голуб Михайло Федорович     | Сільський голова, 1959 року народження                                          | 26.03.2006   | 31.10.2010      |
| Мельник Василь Іванович     | Сільський голова, 1958 року народження, освіта вища, безпартійний               | 31.10.2010   | 16.10.2013      |
| Валюх Григорій Андрійович   | Сільський голова, 1976 року народження, освіта середня спеціальна, безпартійний | 25.05.2014   |                 |

Примітка: таблиця складена за даними сайту Верховної Ради України